# Задені

Задені (груз. ზადენი) — в традиції Східної Грузії — один з богів, які почиталися до поширення християнства.
3адені шанувався як бог, що приносить рясний урожай, і Вседержитель світобудови. Згідно з літописною традицією, культ 3адені ввів цар Іберійського царства Фарнаджом (перша половина II ст. до н. е.).
На честь 3адені було названо фортецю на річці Арагві (на території сучасної Мцхети), де був споруджений ідол цього бога. З оголошенням християнства державною релігією (30-і рр. IV ст. н. е.) культ бога 3адені був скасований.